# (6684) Volodshevchenko
(6684) Volodshevchenko est un astéroïde de la ceinture principale.

## Description
(6684) Volodshevchenko est un astéroïde de la ceinture principale. Il fut découvert le 19 août 1977 à Naoutchnyï par Nikolaï Tchernykh. Il présente une orbite caractérisée par un demi-grand axe de 2,73 UA, une excentricité de 0,14 et une inclinaison de 2,8° par rapport à l'écliptique.

## Compléments